# الیاف آوران احشایی عمومی
الیاف آوران احشایی عمومی یا الیاف GVA (به انگلیسی: General Visceral Afferent Fibers)، تکانه‌های عصبی حسی (اغلب تکانه‌های حسی درد یا انعکاسی) را از اعضای داخلی، غدد و رگ‌های خونی به دستگاه عصبی مرکزی می‌رسانند. این الیاف را به عنوان بخشی از دستگاه عصبی احشایی در نظر می‌گیرند، این دستگاه ارتباط نزدیکی با دستگاه عصبی خودمختار دارد، اما «دستگاه عصبی احشایی» و «دستگاه عصبی خودمختار» مستقیماً با هم مترادف نبوده، و هنگام استفاده از این اصطلاحات باید محتاط بود. برعکس الیاف وابران دستگاه عصبی خودمختار، الیاف آوران را به صورت سمپاتیک یا پاراسمپاتیک طبقه‌بندی نمی‌کنند.
الیاف GVA با فعال‌سازی الیاف آوران پیکری عمومی، در جاهایی که دوتا از آن‌ها در ستون خاکستری خلفی به هم می‌رسند، باعث ایجاد دردهای راجعه می‌گردند.
عصب‌های جمجمه‌ای که شامل الیاف GVA اند، شامل عصب زبانی-حلقی (CN IX) و عصب واگ (CN X) نیز می‌شوند.
عموماً، این اعصاب به بریدگی، له شدگی یا سوختگی حساسیت ندارند؛ با این حال، در عضلات صاف و برخی از شرایط آسیب‌شناختی، تنش‌های بالا موجب تولید درد احشایی و درد راجعه می‌گردند.

## جستارهای مرتبط
- الیاف وابران احشایی عمومی
- الیاف عصبی آوران